# Where the Wind Blows
Where the Wind Blows (風再起時), prèviament coneguda com Theory of Ambitions, és una pel·lícula de thriller criminal de Hong Kong del 2022 dirigida per Philip Yung i protagonitzada per Aaron Kwok i Tony Leung Chiu-wai, respectivament, com a Lui Lok i Lam Kong, dos notoris policies corruptes de Hong Kong durant la dècada de 1960. Ha estat subtitulada al català.
La pel·lícula és una empresa conjunta entre les companyies de producció de la Xina continental i Hong Kong, inicialment prevista per a l'estrena a finals de 2018 als dos territoris, l'estrena de la pel·lícula es va retardar a causa de problemes per obtenir l'aprovació de l'Administració Nacional de Ràdio i Televisió de la Xina continental. La pel·lícula estava programada per estrenar-se mundialment i obrir el 45è Festival Internacional de Cinema de Hong Kong l'1 d'abril de 2021, però es va retirar tres dies abans de la programació. La pel·lícula es va estrenar mundialment l'any següent i va obrir el 46è Festival Internacional de Cinema de Hong Kong el 15 d'agost de 2022. La pel·lícula es va estrenar a Hong Kong el 17 de febrer de 2023.
Where the Wind Blows va ser seleccionada com a entrada de Hong Kong per al Oscar a la millor pel·lícula de parla no anglesa als Premis Oscar de 2023, però no va ser nominada.

## Argument
La pel·lícula abasta més de tres dècades a partir de l'ocupació japonesa de Hong Kong a principis dels anys quaranta. Lui Lok (Aaron Kwok) es va convertir en un oficial de policia per tal de defensar la justícia. No obstant això, la corrupció desenfrenada dins del cos policial va fer impossible que es mantingui independent. Com a resultat, a la dècada de 1950, Lui decideix fer-se un nom dins de la força policial controlant el crim organitzat conegut com a tríada.
Nam Kong (Tony Leung Chiu-wai), que sembla un cavaller a la superfície, opera amb un punyal sota la capa. És socialment actiu tant entre la policia com en els cercles socials, posant les bases per a l'imperi de la corrupció que construeix amb Lui. Nam i Lui, el cervell i la musculatura treballant a l'uníson perfecte, esdevenen, respectivament, el cap de detectius de l'illa de Hong Kong i de Kowloon / Nous territoris el 1962. Dominen el crim organitzat i lideren desenes de milers de policies.
Nam fa temps que ha vist a través del cinisme i la ingenuïtat de Lui, i ha estat planejant una presa de poder hostil. Quan en Lui descobreix que tot no és com s'havia imaginat, promet recuperar per la força el lideratge de control de Nam.
A la dècada de 1970, Peter Godber, comandant adjunt del districte de Kowloon, fuig cap al Regne Unit per evitar càrrecs de corrupció local. Nam fuig cap a Tailàndia, mentre que Lui fuig cap a Taiwan.

## Repartiment
- Aaron Kwok com a Lui Lok (磊樂), sergent en cap de l'estat major de la Força de Policia Reial de Hong Kong guarnició a l'illa de Hong Kong.
  - Chui Tien-you com a jove Lui Lok.
- Tony Leung Chiu-wai com a Nam Kong (南江), sergent en cap de la policia reial de Hong Kong amb guarnició a Kowloon i els Nous Territoris
  - Lam Yiu Sing com el jove Nam Kong.
- Du Juan com a Choi Chan (蔡真), l'esposa de Lui Lok.
- Michael Hui com a George Lee (李子超), investigador principal de la Comissió Independent contra la Corrupció (Hong Kong) (ICAC). (aspecte especial)
- Jessie Li com a Siu-yu (小愉), l'ex-camarada i ex-núvia de Luk Lok que va morir després de contreure la sífilis mentre servia com a dona de confort.
- Patrick Tam com a Yim Hung (嚴洪), sergent detectiu de la Royal Hong Kong Police Force i un narcotraficant.
- Michael Chow com a Fat-Bee (肥B), sergent detectiu de la Royal Hong Kong Police Force guarnició a Yau Ma Tei i Mongkok.
  - Michael Ning com a jove Fat-Bee.
- Jeana Ho com a Cora, la dona de Nam Kong.
- Elaine Jin com a Lui Hang-wah (磊杏華), la tia de Lui Lok.
- Ron Ng com a Kwok Siu-hong (郭兆雄), líder de la 14K tríada.
- Louis Cheung
- Maggie Cheung Ho-yee com a dona de Ng Cheuk-ho.
- Tse Kwan-ho com a Ng Cheuk-ho (吳卓豪), un famós traficant de drogues acollit per Yim Hung.
- Cheung Siu-fai
- Stephen Ho
- Tai Po
- Eddie Chan
- Deno Cheung com a Crazy Chuck (喪七)
- Wan Yeung-ming
- Dennis Chan
- Ben Yuen
- Belinda Yan
- Rose Chan

## Producció

### Desenvolupament
El projecte es va anunciar per primera vegada al Hong Kong Filmart de 2017 el març de 2017, que va ser dirigit i protagonitzat respectivament per Philip Yung i Aaron Kwok, que han col·laborat prèviament a la pel·lícula de 2015, Port of Call.
L'agost de 2017, es va anunciar que Tony Leung Chiu-wai s'ha unit al repartiment, juntament amb Patrick Tam i Michael Chow. Kwok, Leung, Tam i Chow representaran els "Quatre grans sergents" (四大探長) de Hong Kong que eren coneguts per acumular riquesa massiva a partir de la corrupció.

### Rodatge
El rodatge de Where the Wind Blows va començar a l'octubre de 2017. La pel·lícula va celebrar la conferència de premsa de la cerimònia d'inici de producció el 13 de novembre de 2017. Kwok, que interpreta a Lui Lok a la pel·lícula, ha interpretat anteriorment el fill fictici de Lui, Bill Lee, a la pel·lícula de 1991, Lee Rock II, protagonitzada per Andy Lau com a Lui.

## Llançament
Where the Wind Blows va fer la seva estrena mundial i va obrir el 46è Festival Internacional de Cinema de Hong Kong juntament amb la pel·lícula Warriors of Future el 15 d'agost de 2022 abans de la seva àmplia estrena en cinemes el 17 de febrer de 2023 a Hong Kong. La pel·lícula s'havia d'estrenar a nivell mundial a finals de 2018 amb Mei Ah Entertainment encarregant-se de la distribució de la pel·lícula i llançant les operacions de venda de la pel·lícula a l'American Film Market de 2017. Tanmateix, l'estrena de la pel·lícula es va retardar, ja que no va poder obtenir l'aprovació de l'Administració Nacional de Ràdio i Televisió a causa de la trama de la pel·lícula que tractava d'un policia corrupte i de les tríades. La pel·lícula va ser aprovada a finals de 2020 i estava programada per a l'estrena mundial com una de les dues pel·lícules d'obertura del 45è Festival Internacional de Cinema de Hong Kong l'1 d'abril de 2021, però les seves projeccions es van cancel·lar el 29 de març a petició dels seus productors, per "motius tècnics". La pel·lícula va llançar un tràiler en un esdeveniment promocional de teatre nacional l'octubre de 2021.

## Recepció

### Taquilla
Where the Wind Blows ha recaptat un total de 8,7 milions de dòlars arreu del món combinant el seu brut de taquilla procedent de Hong Kong (1,4 milions de dòlars EUA), la Xina continental (7,24 milions de dòlars EUA) i Corea del Sud (54.006 dòlars EUA).

## Premis i nominacions
| Any  | Premi                         | Categoria                                | Treball nominat                           | Resultat  |
| ---- | ----------------------------- | ---------------------------------------- | ----------------------------------------- | --------- |
| 2023 | Asian Film Awards             | Millor actor                             | Tony Leung Chiu-wai                       | Guanyador |
| 2023 | Asian Film Awards             | Millor actor secundari                   | Michael Hui                               | Nominat   |
| 2023 | Asian Film Awards             | Millor director artístic                 | Bill Lui, Andrew Wong                     | Nominat   |
| 2023 | Premis de Cinema de Hong Kong | Millor actor secundari                   | Michael Hui                               | Guanyador |
| 2023 | Premis de Cinema de Hong Kong | Millor fotografia                        | Chin Ting-chang, Meng Qing, Tsui Siu-kong | Nominat   |
| 2023 | Premis de Cinema de Hong Kong | Millor direcció artística                | Bill Lui, Andrew Wong                     | Guanyador |
| 2023 | Premis de Cinema de Hong Kong | Millor disseny de vestuari i maquillatge | Dora Ng, Petra Kwok                       | Guanyador |
| 2023 | Premis de Cinema de Hong Kong | Millor coreografia d'acció               | Wong Chi-man                              | Nominat   |
| 2023 | Premis de Cinema de Hong Kong | Millor banda sonora original             | Ding Ke, Sara Fung Chi-han                | Nominat   |
| 2023 | Premis de Cinema de Hong Kong | Millor so                                | Tu Duu-chih, Wu Shu-yao                   | Nominat   |
| 2023 | Premis de Cinema de Hong Kong | Millors efectes visuals                  | Shigeharu Tomotoshi                       | Nominat   |